# الاتحاد العام لنقابات العمال في كوريا الشمالية
الاتحاد العام لنقابات العمال في كوريا (جفتوك)(الكورية: 조선직업총동맹؛ هانجا: 朝鮮職業總同盟)هو الاتحاد النقابي القانوني الوحيد في كوريا الشمالية. تم تشكيل جفتوك في 30 نوفمبر 1945 باسم الاتحاد العام لنقابات العمال في كوريا الشمالية. في يناير 1951 ، أعيد تنظيمها واعتمدت اسمها الحالي. رئيس اللجنة المركزية للجفتوك هو باك إن تشول.

## قائمة النقابات المنتسبة إلى الاتحاد
وللنقابة نوعان من النقابات العمالية ، أحدهما في مؤسسات الدولة والآخر في مؤسسات القطاع الخاص.[بحاجة لمصدر]
النقابات التالية ، التي تمثل تسع صناعات مختلفة, تشمل جفتوك:
- نقابة الصناعات المعدنية والهندسية في كوريا
- نقابة التعدين وصناعات الطاقة في كوريا
- نقابة الصناعات الخفيفة والكيميائية في كوريا
- نقابة الموظفين العموميين وعمال الخدمة في كوريا
- نقابة عمال البناء والغابات في كوريا
- نقابة عمال التعليم والثقافة في كوريا
- نقابة عمال النقل وصيد الأسماك في كوريا

## أنظر أيضاً
- نقابة عمالية كوريا الجنوبية

### الأعمال المذكورة
- Yonhap (2002). North Korea Handbook. Seoul: M.E. Sharpe. ISBN:978-0-7656-3523-5. مؤرشف من الأصل في 2023-12-02.